# Stephen Lee
Stephen Lee (n. 12 octombrie 1974, Trowbridge, Anglia, Regatul Unit) este un jucător englez de snooker.  
A atins locul 5 mondial în sezoanele 2000/01 și 2003/04. A fost semifinalist la Campionatul Mondial de la Sheffield în 2003. Lee a câștigat cinci turnee în carieră.  
Pe 12 octombrie 2012, Stephen Lee a fost suspendat de către WPBSA 12 ani pentru aranjarea de meciuri.